# Michael Kehlmann
Michael Kehlmann (* 21. September 1927 in Wien; † 1. Dezember 2005 ebenda) war ein österreichischer Regisseur und Schauspieler. Sein Sohn ist der Schriftsteller Daniel Kehlmann.

## Leben
Michael Kehlmann war der Sohn des Wiener Beamten und Schriftstellers Eduard Kehlmann. Sowohl sein Vater als auch seine Mutter waren zum Christentum konvertierte Juden. Durch falsche Angaben hinsichtlich ihrer Abstammung – Originaldokumente waren bei einem Archivbrand zerstört worden, weshalb Ersatzdokumente ausgestellt werden mussten – deklarierten sich Michael Kehlmanns Eltern zu „Halbjuden“, um die Zeit des Nationalsozialismus besser zu überstehen. Dennoch wurde Michael Kehlmann nach dem „Anschluss“ Österreichs als „jüdischem Mischling“ der Besuch eines Gymnasiums verwehrt. Stattdessen absolvierte er notgedrungen eine Lehre in einem Industriebetrieb.
Er verkehrte in Kreisen des österreichischen Widerstandes und wurde 1944 bei einem abendlichen Treffen verhaftet und in ein Nebenlager des KZs Mauthausen, das Lager Maria-Lanzendorf, gebracht, das er erst kurz vor Ende des Krieges mithilfe von Bestechung verlassen konnte. Er absolvierte 1945 die Matura und studierte anschließend an der Universität Wien Germanistik und Philosophie. 1950 begann er zusammen mit Helmut Qualtinger und Carl Merz, im von ihm geleiteten Kleinen Theater im Konzerthaus Kabarett zu spielen. Daraus entstand die heute als Namenloses Ensemble bekannte Kabarettgruppe, zu der dann später Gerhard Bronner, Peter Wehle, Georg Kreisler, Louise Martini und viele andere, häufig wechselnde Mitglieder stießen. Er spielte in den Programmen Blitzlichter und Brettl vor’m Kopf sowie der Persiflage Reigen 51 auf Schnitzlers Reigen mit. Kehlmann verließ 1953 Wien und ging zum NDR als Fernsehregisseur.
Auch als Theaterregisseur machte er sich einen Namen. Mehrmals war Kehlmann als Regisseur am Burgtheater tätig; 1975 war er neben Thomas Bernhard einer der Kandidaten für die Nachfolge von Gerhard Klingenberg als Direktor des Burgtheaters. Zuletzt inszenierte er 1985 Carl Zuckmayers Der Hauptmann von Köpenick mit Heinz Reincke in der Titelrolle.
Sein Sohn Daniel Kehlmann erklärt dazu, von Klaus Nüchtern 2009 interviewt:
[…] habe ich aber auch die Relativität des Phänomens Ruhm an meinem Vater erlebt, der in den sechziger, siebziger und bis anfangs der achtziger Jahre einer der berühmtesten österreichischen Regisseure war, aber dann aus verschiedenen Gründen hierzulande überhaupt nicht mehr arbeiten konnte.
Warum?
Weil er als „werktreu“ geltender Regisseur am Theater nicht mehr gefragt war und die Art von Literaturverfilmung, für die er stand, vom Fernsehen nicht mehr gemacht wurde. […]
… Ihr Vater selbst Theaterdirektor hätte werden sollen, und zwar in der Josefstadt.
Er […] hatte einen abgeschlossenen Vertrag, weshalb wir auch von München nach Wien gezogen sind. Das wurde allerdings dann vom mittlerweile heiliggesprochenen Helmut Zilk hintertrieben.
Von 1987 bis zu seiner Pensionierung 1990 war er Leiter der Fernsehspielabteilung des ORF.
Kehlmann war in erster Ehe mit der Schauspielerin Hertha Martin, in zweiter Ehe mit der Schauspielerin Dagmar Mettler verheiratet. Er wurde am Friedhof Mauer (Grabdaten: Gruppe 46/Reihe 10/Nummer 1) in Wien bestattet.

## Filmografie (Auswahl)
- 1952: Abenteuer in Wien (Buch und Schauspieler)
- 1953: Einmal keine Sorgen haben (Schauspieler)
- 1956: Der Verrat von Ottawa (Regie)
- 1957: Eurovision Song Contest 1957 (Regie)
- 1959: Johanna aus Lothringen (Regie)
- 1959: Kasimir und Karoline (Regie)
- 1960: Fährten (Regie)
- 1960: Schatten der Helden (Regie)
- 1960: Brücke des Schicksals (Regie)
- 1961: Jack Mortimer (Regie)
- 1961: Der jüngste Tag (Regie)
- 1962: Einen Jux will er sich machen (Regie)
- 1962: Das Leben beginnt um acht (Regie)
- 1963: Der Tod des Handlungsreisenden (Regie)
- 1963: Die Grotte (Regie)
- 1964: Sergeant Dower muß sterben (Regie)
- 1964: Die Verbrecher (Regie)
- 1964: Geschichten aus dem Wienerwald (Regie)
- 1965: Don Juan oder Die Liebe zur Geometrie (Regie)
- 1965: Radetzkymarsch
- 1966: Italienische Nacht (Regie)
- 1966: Portrait eines Helden
- 1967: Kurzer Prozeß
- 1967: Bericht eines Feiglings (Regie)
- 1967: Umsonst (Regie und Gesangstexte)
- 1968: Schloß in den Wolken (Regie)
- 1968: Madame Legros (Regie)
- 1969: Ein Dorf ohne Männer (Regie)
- 1969: Das Trauerspiel von Julius Caesar
- 1969: Ende eines Leichtgewichts (Regie und Drehbuch)
- 1969–1970: Die Perle – Aus dem Tagebuch einer Hausgehilfin (Regie, Fernsehserie)
- 1971: Chopin-Express (Regie)
- 1971: Augenzeugen müssen blind sein (Regie und Drehbuch)
- 1972: Galgentoni (Regie)
- 1972: Tatort: Tatort: Münchner Kindl (Regie und Drehbuch)
- 1973: Nichts als Erinnerung (Regie)
- 1974: Tatort: 3:0 für Veigl (Regie und Drehbuch)
- 1974: Telerop 2009 – Es ist noch was zu retten (Regie)
- 1977: In freier Landschaft (Regie)
- 1977: Der Fall Winslow (Regie)
- 1979: Hiob (dreiteilige Verfilmung nach Joseph Roth)
- 1980: Die weiße Stadt (Regie)
- 1980: Glaube Liebe Hoffnung (Regie)
- 1980: Land, das meine Sprache spricht (Regie und Drehbuch)
- 1981: Quartett bei Claudia (Regie, Fernsehfilm)
- 1981: Tarabas (Regie, Fernsehfilm)
- 1983: Mich wundert, daß ich so fröhlich bin (Regie)
- 1984–1985: Die Flucht ohne Ende
- 1986: Tatort: Riedmüller, Vorname Sigi (Regie)
- 1987: Tatort: Pension Tosca oder Die Sterne lügen nicht (Regie und Drehbuch)
- 1988: Geheime Reichssache (Regie, Fernsehzweiteiler)
- 1990: Der Meister des Jüngsten Tages (Regie und Drehbuch)
- 1991: Heldenfrühling (Regie, Fernsehfilm)
- 1992: Bartolomé de Las Casas (Regie und Drehbuch)

## Schriften
- Der Qualtinger. Ein Porträt. Fotografien von Franz Hubmann u. a., Kremayr u. Scheriau  Wien 1987, ISBN 3-218-00458-6.

## Auszeichnung
- Kainz-Medaille (1966)
- Ehrenmedaille der Bundeshauptstadt Wien in Gold (1988)
- Axel-Corti-Preis im Jahr 2000